# Bogdan Kamiński
Bogdan Kamiński (ur. 3 marca 1929, zm. 6 stycznia 2021) – polski anestezjolog, prof. dr hab.

## Życiorys
W 1965 obronił pracę doktorską, następnie w 1971 uzyskał stopień doktora habilitowanego. W 1981 otrzymał tytuł profesora nadzwyczajnego w zakresie nauk medycznych, w 1986 profesora zwyczajnego. W 1964 został zatrudniony na stanowisku kierownika w Katedrze Anestezjologii i Intensywnej Terapii na I Wydziale Lekarskim z Oddziałem Stomatologicznym Akademii Medycznej w Warszawie. W latach 1971–1974 był prezesem Towarzystwa Anestezjologów Polskich, a w latach 1979-1985 wiceprezesem Zarządu Głównego Polskiego Towarzystwa Lekarskiego. W 1982 roku otrzymał tytuł zagranicznego członka Brytyjskiego Kolegium Anestezjologów.
Zmarł 6 stycznia 2021, pochowany na Cmentarzu Wolskim w alei 41, rząd 3.